# Raión de Unecha
El raión de Unecha (ruso: Уне́чский райо́н) es un distrito administrativo y municipal (raión) ruso perteneciente a la óblast de Briansk. Se ubica en el centro-oeste de la óblast. Su capital es Unecha.
En 2021, el raión tenía una población de 33 391 habitantes.
El raión alberga el nacimiento y curso alto del río Unecha, afluente del río Íput.

## Subdivisiones
Comprende la ciudad de Unecha (la capital distrital) y los asentamientos rurales de Bereziná, Vysókoye, Nóvyye Ivaitionki, Krasnóvichi, Naitopovichi, Pávlovka, Stáraya Guta y Staroselye. Estas nueve entidades locales suman un total de 111 localidades.